# Musculus obliquus inferior bulbi
De musculus obliquus inferior bulbi of onderste schuine oogspier is een van de twee schuine oogspieren.
De musculus obliquus inferior bulbi ontspringt mediaal aan de margo infraorbitalis en loopt naar de temporale zijde van de oogbol.
Hij roteert de bovenste helft van de oogbol temporaalwaarts en heft en abduceert de oogbol ietwat.
Hij wordt geïnnerveerd door de nervus oculomotorius, de derde hersenzenuw.